# イノウエマキト
イノウエ マキト（1986年11月23日 - ）は、日本の成人向け漫画家。

## 経歴
2009年、「エロマンガ日和」を『COMIC天魔』（茜新社）9月号に発表して漫画家デビュー。主に『COMIC失楽天』（ワニマガジン社）で作品を発表している。

## 作品リスト
1. 『Wet.』[4] （2012年12月28日発売[5]、ワニマガジン社〈ワニマガジンコミックススペシャル〉、ISBN 978-4-86269-225-2）
  - Sweet Enemy （COMIC失楽天 2012年8月号） - カラー
  - Friction Girl! （コアマガジン『コミックメガストア』 2009年12月号） - カラー
  - もっと ! Friction Girl! （コミックメガストア 2010年1月号） - カラー
  - 本能 （COMIC失楽天 2012年6月号） - カラー
  - サンシャイン☆パニック!! （ワニマガジン社『COMIC華漫』 2010年9月号） - カラー
  - 秋陰り （COMIC華漫 2010年12月号） - カラー
  - Sunless Days （COMIC失楽天 2012年1月号） - カラー
  - Teaching （COMIC失楽天 2011年11月号） - カラー
  - Teaching＋ （COMIC失楽天 2011年12月号）
  - ホロウ・ハート （COMIC失楽天 2012年3月号）
  - ハピネス （COMIC失楽天 2012年7月号）
  - 熱病 （COMIC失楽天 2012年10月号）
  - Lip & Stick （COMIC失楽天 2011年8月号）
  - スイミングホール （COMIC失楽天 2012年11月号）
  - アンタってホントにクチばっかね! （COMIC失楽天 2012年5月号）
  - 熱狂ジョブハント （COMIC華漫 2011年7月号）
  - エロマンガ日和 （COMIC天魔 2009年9月号）
2. 『ゲッカビジン』[6] （2015年4月20日発売[5]、ワニマガジン社〈ワニマガジンコミックススペシャル〉、ISBN 978-4-86269-363-1）
  - My Dear Cow （COMIC失楽天 2014年5月号） - カラー
  - 艶々エクササイズ （COMIC失楽天 2011年10月号） - カラー
  - ダレよりもキレイにしてくださいっ （COMIC華漫 2011年4月号） - カラー
  - 野営 （COMIC失楽天 2013年10月号） - カラー
  - 旅 （COMIC失楽天 2013年5月号） - カラー
  - ヤリ過ぎ系女子まゆちゃん （COMIC失楽天 2013年4月号）
  - in public （COMIC失楽天 2013年7月号）
  - プレジャールーム （COMIC失楽天 2013年9月号）
  - シルクの裏地 （COMIC失楽天 2014年4月号）
  - あなたが欲しい （COMIC失楽天 2014年1月号）
  - そーゆーせかい （COMIC失楽天 2014年11月号）
  - fallen （COMIC失楽天 2013年11月号）
  - ゲッカビジン （COMIC失楽天 2014年7月号）
  - two side （COMIC失楽天 2014年8月号）
  - pick me up （COMIC失楽天 2014年2月号）
  - ヤっちゃった系女子まゆちゃん （描き下ろし）

### その他
- 『COMIC華漫』2016年8月号 - イノウエマキト特集